# Ahmed Mabrouk al-Majrashi
Ahmed Mabrouk al-Majrashi (* 25. November 1997) ist ein saudischer Sprinter.

## Sportliche Laufbahn
Erste internationale Erfahrungen sammelte Ahmed Mabrouk al-Majrashi bei den Arabischen Juniorenmeisterschaften 2016 in Tlemcen, bei denen er in 10,84 s den vierten Platz im 100-Meter-Lauf belegte. Anschließend schied er bei den Juniorenasienmeisterschaften in der Ho-Chi-Minh-Stadt mit 11,19 s im Halbfinale aus und wurde mit 6,89 m 14. im Weitsprung. Im Jahr darauf schied er bei den Islamic Solidarity Games in Baku mit 10,85 s im Halbfinale aus und erreichte mit der saudischen 4-mal-100-Meter-Staffel in 40,61 s den sechsten Rang. 2019 siegte er mit der Staffel bei den Arabischen Meisterschaften in Kairo. Kurz darauf gelangte er bei den Asienmeisterschaften in Doha mit der Staffel in 39,52 s auf den vierten Platz.

## Persönliche Bestzeiten
- 100 Meter: 10,60 s (−0,4 m/s), 16. Mai 2017 in Baku
- Weitsprung: 6,89 m (+0,5 m/s), 4. Juni 2016 in Ho-Chi-Minh-Stadt